# Vargatafjärden
Vargatafjärden är en fjärd i Sund och Vårdö på Åland.

## Beskrivning
Vargatafjärden sträcker sig ungefär 8 kilometer i sydväst-nordostlig riktning och ungefär 5 kilometer i öst-västlig riktning. I söder finns öarna Prästö i Sund och Töftö i Vårdö. Prästö skiljs från fasta Åland av Bomarsund medan de två öarna skiljs från varandra av Prästö sundet, de båda sunden leder till Lumparn i söder. I öster finns Vårdö och i väster Sund på fasta Åland. Längst i norr tar Simskälafjärden vid och i sydost Grundsunda fjärden.

## Etymologi
Fjärden är uppkallad efter byn Vargata på Vårdö. Byns namn är av oklart och omdiskuterat ursprung.